# Mohamed Sissoko
Mohamed Lamine Sissoko Gillan (Mont-Saint-Aignan, 22 januari 1985) is een Frans-Malinees profvoetballer die bij voorkeur als verdedigende middenvelder speelt. Sissoko debuteerde in 2003 in het Malinees voetbalelftal.

## Clubvoetbal
Sissokos profloopbaan begon in 2002 bij AJ Auxerre, als aanvaller. Zijn debuut in de competitie bleef uit. Rafael Benítez, destijds trainer van Valencia CF, zag potentie in Sissoko en haalde hem naar Valencia CF. Hier ging de Malinees als verdedigende middenvelder spelen. In zijn eerste seizoen bij Los Chés won hij met de club de Spaanse landstitel en de UEFA Cup.
In 2005 volgde Sissoko trainer Benítez van Valencia naar Liverpool FC. De Engelse club betaalde ongeveer acht miljoen euro voor hem. In februari 2006 werd het netvlies van Sissoko's rechteroog ernstig beschadigd toen hij per ongeluk een trap in zijn gezicht kreeg van Beto, in een Champions League-wedstrijd tegen SL Benfica. Sissoko herstelde hiervan. In augustus 2006 werd hij in de wedstrijd om de Community Shield verkozen tot man-of-the-match. De Community Shield was na de UEFA Supercup (2005) en de FA Cup de derde prijs die Sissoko met The Reds won.
In januari 2008 vertrok Sissoko voor 13 miljoen euro naar Juventus FC, waarvoor hij op 3 februari zijn eerste minuten maakte. Op 2 maart scoorde hij zijn eerste doelpunt voor Juventus tegen Fiorentina.
In juli 2011 tekende Sissoko voor drie seizoenen bij Paris Saint-Germain, dat naar verluidt 8 miljoen euro voor hem betaalde. Op 31 januari 2013 verhuurde Paris Saint-Germain hem voor zes maanden aan ACF Fiorentina.
Sissoko tekende in januari 2014 een contract voor zes maanden bij Levante UD, dat hij later verlengde tot medio 2016. De club en hij ontbonden deze verbintenis in juni 2015.
Sissoko vertrok in juni 2015 naar China om te spelen voor Shanghai Greenland Shenhua. In februari 2016 vertrok hij daar en ging in oktober 2016 aan de slag bij FC Pune City, dat uitkomt in de Indian Super League.
In 2017 speelde hij eenmaal voor Ternana Calcio en vervolgens in Indonesië bij Mitra Kukar. Onbedoeld speelde hij een cruciale rol in het behaalde landskampioenschap van Bhayangkara. De Indonesische voetbalbond kwam achteraf met een dubieuze verklaring dat Mohamed Sissoko als speler van Mitra Kukar ‘opeens’ geschorst zou zijn geweest toen hij tegen Bhayangkara speelde en daardoor een 1–1 gelijkspel plots werd omgezet in een 0–3 verlies, waardoor de nationale politieclub als kampioen aangewezen werd.
In december 2017 ging hij in Mexico voor Atlético San Luis spelen en in juli 2018 ging hij naar Kitchee SC uit Hongkong.

## Nationaal elftal
Sissoko speelde als jeuginternational voor Frankrijk, maar koos daarna voor Mali, het geboorteland van zijn ouders. Sissoko debuteerde op 19 november 2003 in het Malinees nationaal elftal in een oefenwedstrijd tegen Marokko. In 2004 haalde hij met Mali de halve finale van de African Cup of Nations in Tunesië en de kwartfinale van de Olympische Spelen van Athene.
In 2004 zorgde Sissoko voor opschudding toen hij te laat terugkeerde bij Valencia CF van een WK-kwalficatiewedstrijd tegen Senegal. Hij gaf als verklaring op dat hij met Mali nog een oefenduel tegen Kenia had gespeeld. Spaanse media ontdekten later dat deze wedstrijd nooit had plaatsgevonden en Sissoko zijn vader had bezocht.

## Erelijst
Liverpool FC
- FA Cup

2006